# Erik Algot Fredriksson
Pour les articles homonymes, voir Fredriksson.
Erik Algot Fredriksson, né à Sköldinge le 13 juin 1885 et mort à Stockholm le 14 mai 1930, est un tireur à la corde suédois. Il a participé aux Jeux olympiques de 1912 avec l'équipe de la Police de Stockholm de tir à la corde et remporta la médaille d'or à la suite de l'épreuve face au Royaume-Uni.